# Crassicantharus
Crassicantharus là một chi ốc biển, là động vật thân mềm chân bụng sống ở biển trong họ Pisaniidae

## Các loài
Các loài trong chi Crassicantharus gồm có:
- Crassicantharus aureatus Fraussen & Stahlschmidt, 2015[3]
- Crassicantharus beslui Fraussen & Stahlschmidt, 2015[3]
- Crassicantharus boutetorum Fraussen & Stahlschmidt, 2015[3]
- Crassicantharus feoides Fraussen & Stahlschmidt, 2015[3]
- Crassicantharus letourneuxi Fraussen & Stahlschmidt, 2015[3]
- Crassicantharus magnificus Fraussen & Stahlschmidt, 2015[3]
- Crassicantharus metallicus Fraussen & Stahlschmidt, 2015[3]
- Crassicantharus mirabelkarinae Cossignani, 2015[3]
- Crassicantharus nexus Fraussen & Stahlschmidt, 2015[3]
- Crassicantharus norfolkensis Ponder, 1972 - type species of the genus Crassicantharus[3][4]
- Crassicantharus noumeensis (Crosse, 1870)[5] - Fraussen & Stahlschmidt (2015) classified this species as Turbinella noumeensis Crosse, 1870.[3]
- Crassicantharus perlatus Fraussen & Stahlschmidt, 2015[3]

Similar species:
- Fusus lincolnensis Crosse & Fischer, 1865 also possibly belong to the genus Crassicantharus.[3]